# Kabinett Friedrichs II
Das Kabinett Friedrichs II bildete vom 12. Dezember 1946 bis zum  30. Juli 1947 die erste gewählte Landesregierung von Sachsen.

## Abstimmung im Sächsischen Landtag
| Wahlgang                                                                   | Kandidat          | Kandidat                | Stimmen    | Stimmenzahl                                             | Anteil (abgegebene Stimmen)                             | Unterstützer | Unterstützer | Unterstützer | Unterstützer | Unterstützer | Unterstützer            |
| -------------------------------------------------------------------------- | ----------------- | ----------------------- | ---------- | ------------------------------------------------------- | ------------------------------------------------------- | ------------ | ------------ | ------------ | ------------ | ------------ | ----------------------- |
| 1. Wahlgang                                                                |                   | Rudolf Friedrichs (SED) | Ja-Stimmen | Einstimmige Wahl per Akklamation bei keiner Enthaltung. | Einstimmige Wahl per Akklamation bei keiner Enthaltung. |              |              |              |              |              | SED, CDU, LDP, KB, VdgB |
| 1. Wahlgang                                                                | Nein-Stimmen      | Rudolf Friedrichs (SED) |            | Einstimmige Wahl per Akklamation bei keiner Enthaltung. | Einstimmige Wahl per Akklamation bei keiner Enthaltung. |              |              |              |              |              | SED, CDU, LDP, KB, VdgB |
| 1. Wahlgang                                                                | Enthaltungen      | Rudolf Friedrichs (SED) |            | Einstimmige Wahl per Akklamation bei keiner Enthaltung. | Einstimmige Wahl per Akklamation bei keiner Enthaltung. |              |              |              |              |              | SED, CDU, LDP, KB, VdgB |
| 1. Wahlgang                                                                | Ungültige Stimmen | Rudolf Friedrichs (SED) |            | Einstimmige Wahl per Akklamation bei keiner Enthaltung. | Einstimmige Wahl per Akklamation bei keiner Enthaltung. |              |              |              |              |              | SED, CDU, LDP, KB, VdgB |
| 1. Wahlgang                                                                | Nichtteilnahme    | Rudolf Friedrichs (SED) |            | Einstimmige Wahl per Akklamation bei keiner Enthaltung. | Einstimmige Wahl per Akklamation bei keiner Enthaltung. |              |              |              |              |              | SED, CDU, LDP, KB, VdgB |
| Damit wurde Rudolf Friedrichs zum Sächsischen Ministerpräsidenten gewählt. |                   |                         |            |                                                         |                                                         |              |              |              |              |              |                         |

## Mitglieder der Landesregierung
| Amt                                            | Bild | Name              | Partei | Partei |
| ---------------------------------------------- | ---- | ----------------- | ------ | ------ |
| Ministerpräsident                              |      | Rudolf Friedrichs |        | SED    |
| Stellvertreter des Ministerpräsidenten         |      | Kurt Fischer      |        | SED    |
| Minister der Innern                            |      | Kurt Fischer      |        | SED    |
| Stellvertreter des Ministerpräsidenten         |      | Hermann Kastner   |        | LDP    |
| Minister der Justiz                            |      | Hermann Kastner   |        | LDP    |
| Minister für Wirtschaft und Wirtschaftsplanung |      | Fritz Selbmann    |        | SED    |
| Minister für Finanzen und Steuern              |      | Gerhard Rohner    |        | CDU    |
| Minister für Arbeit und Sozialfürsorge         |      | Walter Gäbler     |        | SED    |
| Minister für Land- und Forstwirtschaft         |      | Reinhard Uhle     |        | LDP    |
| Minister für Volksbildung                      |      | Erwin Hartsch     |        | SED    |
| Minister für Handel und Versorgung             |      | Georg Knabe       |        | CDU    |

## Belege
1. ↑  Sächsischer Landtag: 1. Wahlperiode — 2. Sitzung. Sächsischer Landtag, 11. Dezember 1946, abgerufen am 25. Mai 2025.